# L'Origine du monde (film, 2001)
Pour les articles homonymes, voir L'Origine du monde (homonymie).
Pour plus de détails, voir Fiche technique et Distribution.
L'Origine du monde est un film français réalisé par Jérôme Enrico et sorti en 2001.
Ce premier long-métrage de Jérôme Enrico est construit sur une trame de tragédie classique, Œdipe roi de Sophocle. Le titre fait allusion, pour sa quête existentielle, au célèbre tableau de Gustave Courbet, L'Origine du monde.

## Synopsis
Sami, un flic ayant rapidement gravi les échelons, se retrouve face au cadavre d'un garagiste au fond d'une piscine. L'enquête le ramène peu à peu sur les traces de son propre passé.

## Fiche technique
- Réalisation : Jérôme Enrico
- Scénario : Jérôme Enrico, Patrice Noïa, d'après Sophocle
- Image : Bruno Privat
- Musique : Christophe Arnulf, Didier Grebot
- Genre : policier
- Durée : 97 minutes
- Date de sortie : 9 mai 2001

## Distribution
- Roschdy Zem : Sami
- Ángela Molina : Anna
- Alain Bashung : Richard
- Maurice Garrel : Reno
- Albert Dray : Roland
- Nathalie Raiman : la femme du garagiste
- Rossy de Palma : The Sphynx
- Albert Dupontel : Travesti
- Raphaëline Goupilleau : Archiviste
- Laurence Cormerais
- Norbert Ferré : Magicien